# Weissia anomala
Weissia anomala là một loài rêu trong họ Pottiaceae. Loài này được (Hedw.) Roth ex P. Gaertn., B. Mey. & Schreb. mô tả khoa học đầu tiên năm 1802.